# Johann Gottlieb Korschelt
Johann Gottlieb Korschelt (* 27. Januar 1818 in Zittau; † 4. Juli 1901 ebenda) war ein deutscher Lehrer, Heimatforscher und Historiker.

## Leben
Korschelt wurde 1818 als Sohn des Holzhändlers Johann Gottlieb Korschelt (1768–1830) und der Johanna Eleonore geb. Grohmann († 1852) in Zittau geboren. Ab 1824 besuchte er die Zittauer Bürgerschule und wechselte nach seiner Konfirmation 1831 an die Realschule. 1835 wurde er zum Zittauer Lehrerseminar zugelassen aus dem er 1839 mit Auszeichnung entlassen wurde.
Bis 1941 arbeitete er als Schulvikar und später als zweiter Lehrer in Großhennersdorf. Seine Anstellungsprüfung absolvierte er 1840 beim königlich evangelischen Landeskonsistorium in Dresden. Von 1841 bis 1858 erhielt er eine Anstellung als zweiter ständiger Lehrer in Berthelsdorf. Aus dem Wunsch heraus wieder in seiner Heimatstadt zu wirken, erhielt er eine Lehrstelle an der Stadtschule in Zittau. Später würde er zum Oberlehrer ernannt und trat 1883 in den Ruhestand ein.
Seit 11. April 1860 war er Mitglied der Oberlausitzischen Gesellschaft der Wissenschaften, deren Ehrenmitglied er später wurde. Weiterhin arbeitete Korschelt ab 1870 als Stadtverordneter und ab 1883 als Stadtrat von Zittau. Besondere Anerkennung erhielt er dabei auf dem Gebiet der Armenpflege. Er war Mitglied in zahlreichen Vereinen und machte sich durch viele Vorträge um die Volksbildung verdient. Für seine Verdienste wurde Korschelt 1883 von König Albert von Sachsen mit dem Sächsischen Verdienstkreuz ausgezeichnet.
Am 10. Mai 1842 heiratete Korschelt Wilhelmine Reichelt († 1887) in Berthelsdorf, mit der er fünf Töchter und sechs Söhne zeugte. Einer seiner Söhne war der deutsche Chemiker und Ingenieur Oskar Korschelt, der sich um die Einführung des japanischen Brettspiels Go in Europa verdient machte.
Johann Gottlieb Korschelt verstarb am 4. Juli 1901 und wurde am 8. Juli auf dem Frauenfriedhof in Zittau beigesetzt.
Bekanntheit erwarb Korschelt durch seine zahlreichen Veröffentlichungen zur Geschichte Oberlausitzer Ortschaften, wie  Berthelsdorf, Herrnhut, Oderwitz, Olbersdorf und Zittau. Des Weiteren verfasste er Beiträge zur Militärgeschichte der Oberlausitz sowie der Entwicklung der Oberlausitzer Webindustrie. Weiterhin schrieb er viele Beiträge für das Neue Lausitzische Magazin.

## Werke (Auswahl)
- Geschichte von Berthelsdorf. Berthelsdorf bei Herrnhut. 1852.
- Geschichte von Herrnhut. Eduard Kummer, Leipzig 1853 (Digitalisat).
- Geschichte von Olbersdorf bei Zittau. Von der oberlausitzischen Gesellschaft der Wissenschaften prämiirte Preisschrift. Breitschuch, Zittau 1864 (Digitalisat).
- Geschichte von Oderwitz. H. Trommer, Neu-Gersdorf 1871.
- Das Bombardement von Zittau am 23. Juli 1751. In: Neues Lausitzisches Magazin. 1886, S. 206–216 (Digitalisat).
- Marsch der preußischen Armee im Juli 1757 von Leipa nach Zittau. Zittau 1893.
- Geschichte der Ortsherrschaften von Hörnitz. In: Neues Lausitzisches Magazin. 1895.